# Isabel Coixet i Castillo
Isabel Coixet i Castillo   (Sant Adrià de Besòs, 9 d'abril de 1960) és una directora de cinema, guionista i publicista catalana.
Va començar a fer pel·lícules quan li van regalar una càmera de 8 mm per la seva primera comunió. Després d'haver-se llicenciat en història dels segles xviii i xix per la Universitat de Barcelona, es va dedicar a la publicitat i la redacció d'anuncis. Va començar com a crítica de cinema a la revista Fotogramas. Va guanyar molts premis pels seus espots i finalment, l'any 2000, va fundar la seva pròpia productora, Miss Wasabi Films.

## Biografia
El 1988, Coixet va fer el seu debut com a guionista i directora amb Massa vell per a morir jove, «Una mirada a un grup de joves i la seva existència a la jungla urbana barcelonina». Li va comportar una candidatura als Goya a la millor direcció novell. Malgrat això, el debut va romandre gairebe desapercebut pel públic català.
Va rodar la seva primera pel·lícula en anglès l'any 1996 i la va titular Coses que no et vaig dir mai. Aquest emotiu drama parla de la soledat, el desamor, l’absència, el buit i l'absurd quotidià. Hi participen actors nord-americans encapçalats per Lili Taylor i Andrew McCarthy, li va valer a Coixet la seva segona proposta als Goya al millor guió original. Coixet es va associar llavors amb una productora francesa i el 1998 va realitzar l'aventura històrica A los que aman.
L'èxit internacional va arribar el 2003 de la mà del drama intimista My Life Without Me, un film basat en un relat curt de Nancy Kincaid on Sarah Polley encarna Ann, una jove mare que decideix ocultar a la família que té un càncer terminal. Aquesta coproducció hispanocanadenca va ser molt elogiada al Festival Internacional de Cinema de Berlín. Coixet va continuar treballant amb Polley en el film, La vida secreta de les paraules (2005), també protagonitzada per Tim Robbins i Javier Cámara. La pel·lícula es va endur quatre premis Goya: millor pel·lícula, millor director, millor producció i millor guió.
El 2005, Coixet es va sumar a divuit prominents cineastes internacionals més, entre els quals destaquen Gus van Sant, Walter Salles i Joel i Ethan Cohen, per a l'innovador projecte col·lectiu Paris, je t'aime, en el qual cada director explorava un districte de la ciutat de París. Coixet també ha realitzat destacats documentals de temes de gran importància com ara Invisibles, una selecció de Panorama per al Festival Internacional de Cinema de Berlín de 2007 sobre Metges Sense Fronteres, i Viaje al corazón de la tortura, que es va filmar a Sarajevo durant la guerra dels Balcans i va guanyar un premi en l'edició d'octubre del 2003 del Festival de Cinema dels Drets Humans.
L'any 2008 es va estrenar Elegy, rodada a Vancouver i produïda per Lakeshore Entertainment. Basada en la novel·la de Philip Roth The dying animal, amb guió de Nicholas Meyer i protagonitzada per Penélope Cruz i Ben Kingsley, Elegy va ser presentada a la 58a edició del Festival Internacional de Cinema de Berlín.
Durant el 2009, a més de formar part del jurat de la 59a edició d'aquest festival, va estrenar Mapa dels sons de Tòquio a la secció oficial del Festival de Cannes. Amb guió de la mateixa Isabel Coixet, la pel·lícula va ser rodada entre el Japó i Barcelona, és protagonitzada per Rinko Kikuchi, Sergi López i Min Tanaka i està produïda per Mediapro. El mateix any va inaugurar «From I to J» a l'Arts Santa Mònica, una instal·lació-homenatge a una de les obres de John Berger. El 2009 va rebre la Medalla d'Or al Mèrit en les Belles Arts.
El 2010 instal·la el «ninot Miguelín» de sis metres i mig a una de les tres sales del pavelló d'Espanya a l'Exposició Universal de Xangai. A més s'inaugura l'exposició Aral. El mar perdut dins la qual es mostra el documental que porta el mateix títol realitzat a l'Uzbekistan durant el 2009.
El 2011 s'estrena dins la secció Berlinale Specials del Festival internacional de Berlin el documental Escuchando al Juez Garzón, on dona veu al magistrat a través d'una entrevista amb l'escriptor Manuel Rivas. Un altre documental, Marea Blanca (Blanc Tide), que parla de la catàstrofe ecològica del petrolier Prestige a les costes de Galícia, va sortir l'any següent, el 2012. Aquest mateix any realitza Ayer no termina nunca, protagonitzada per Javier Cámara i Candela Peña. Va ser estrenada al Festival Internacional de Cinema de Berlín dins la secció Panorama. El film inaugura el Festival de Cinema de Màlaga i va guanyar quatre dels premis principals.
Durant 2013 dirigeix i escriu Another Me, una coproducció internacional protagonitzada per Sophie Turner, Rhys Ifans, Jonathan Rhys Meyers, Claire Forlani i Gregg Sulkin. La pel·lícula es va estrenar al Festival de Cinema de Roma. El mateix any es trasllada a Nova York on dirigeix Sir Ben Kingsley i Patricia Clarkson en la producció americana Aprenent a conduir (Learning to dirve). La pel·lícula s'estrena al Festival Internacional de Cinema de Toronto (TIFF) 2014 i hi obté un segon lloc en el premi Grolsch People’s Choice Award.
El 2014 dirigeix Juliette Binoche, Rinko Kikuchi i Garbiel Byrne en la coproducció Ningú no vol la nit, filmada entre Noruega, Bulgària i Espanya. La pel·lícula explica la història de l'esposa de Robert Peary en la seva aventura per arribar al Pol Nord. Es va inaugurar la 66a edició del Festival Internacional de Cinema de Berlín amb aquest film i així va ser la primera cineasta catalana que rep aquest honor.
Sempre interessat per denunciar injustícies i donar veu als que les pateixen, el mateix any va rodar el documental Parler de Rose, prisonnière de Hissène Habré. A partir del relat de Rose Lokissim (1953-1986), l'obra relata l'experiència de les víctimes de la tortura d'Hissène Habré, (1942-1921) l'exdictador del Txad (1982-1990). Va tenir el suport de la Bertha Foundation i la col·laboració de l'organització Human Rights Watch.
En col·laboració amb Netflix el febrer de 2019 va realitzar Elisa y Marcela, un film inspirat en el que el 1885 va ser probablement el primer matrimoni de dues dones dels temps moderns i que es va celebrar a la Corunya a la darreria del segle xix. El film va ser rodat al Vallès.

## Vida personal i preses de posició política
Coixet té una filla, Zoe, nascuda l'any 1997, un any després de l'estrena del seu primer llargmetratge, Things I Never Told You. Viu a Barcelona amb el seu marit, el músic César Sala.
L'octubre de 2012 Coixet va ser un dels signants del manifest «Crida a la Catalunya federalista i d'esquerres», demanant a l'esquerra catalana una posició federalista descarada davant l'Estat. El 2017 va declarar obertament la seva oposició al referèndum d'independència i va signar un un altre manifest en què exhortava la gent a no participar-hi. L'abril de 2020 va signar un manifest per dir prou a la mala gestió política del govern català i les seves declaracions insolidàries i irresponsables en la crisi del coronavirus.

## Filmografia
- 1984 Mira y verás
- 1989 Massa vell per morir jove
- 1996 Coses que no et vaig dir mai
- 1998 A los que aman
- 2003 My Life Without Me
- 2004 ¡Hay motivo! (segment: La insoportable levedad del carrito de la compra)
- 2005 La vida secreta de les paraules els protagonistes de les quals són Tim Robbins i Sarah Polley
- 2006 Paris, je t'aime (segment: Bastille)
- 2007 Invisibles (segment: Cartas a Nora)
- 2008 Elegy amb Penélope Cruz com a protagonista
- 2009 Mapa dels sons de Tòquio
- 2010 Aral. El Mar perdido
- 2011 Escuchando al Juez Garzón
- 2012 Marea Blanca
- 2013 Ayer no termina nunca
- 2014 Aprenent a conduir
- 2014 Another Me
- 2015 Ningú no vol la nit
- 2017 Light on Broken Glass
- 2017 La llibreria (The bookshop): una adaptació cinematogràfica de la novel·la homònima de l'escriptora britànica Penelope Fitzgerald protagonitzada per Emily Mortimer.
- 2019 Elisa y Marcela[23]
- 2019: Foodie Love (creadora, guionista i directora; 6 episodis)
- 2020 It Snows in Benidorm
- 2022 El sostre groc (documental)
- 2023 Nobody's Heart[24]
- 2023 Picadero (directora; sèrie de televisio)[25]
- 2023 Un amor

## Reconeixement
- 2015: Chevalier des Arts et des Lettres atorgat pel Ministeri de Cultura francès[26]
- 2006: Creu Sant Jordi, que va recollir el seu pare, i que voldria retornar perque no la vol.[27]
- 1998: Premi Ondas a la millor direcció per la pel·lícula Coses que no et vaig dir mai, compartit amb Alejandro Amenábar per Tesis.[28]
- 2014 Gran Premi del Jurat del Festival de Films de Dones de Créteil, a França, amb la pel·lícula Ahir no acaba mai.[29]
- 2020 Premi Nacional de Cinematografía. El jurat ha lloat el seu compromís amb la igualtat i les causes socials, «cosa que la converteix en un estímul i un referent imprescindible».[30]
- 2025 Llista Forbes de les 100 dones més influents de Catalunya.[31]

### Premis Goya
| Any  | Categoria              | Pel·lícula                      | Resultat   |
| ---- | ---------------------- | ------------------------------- | ---------- |
| 2018 | Millor pel·lícula      | The Bookshop                    | Guanyadora |
| 2018 | Millor direcció        | The Bookshop                    | Guanyadora |
| 2018 | Millor guió adaptat    | The Bookshop                    | Guanyadora |
| 2016 | Millor pel·lícula      | Nobody Wants the Night          | Candidata  |
| 2016 | Millor direcció        | Nobody Wants t'he Night         | Candidata  |
| 2006 | Millor direcció        | La vida secreta de les paraules | Guanyadora |
| 2006 | Millor guió original   | La vida secreta de les paraules | Guanyadora |
| 2005 | Millor documental      | ¡Hay motivo!                    | Candidata  |
| 2004 | Millor direcció        | My Life Without Me              | Candidata  |
| 2004 | Millor guió original   | My Life Without Me              | Guanyadora |
| 1997 | Millor guió original   | Coses que no et vaig dir mai    | Candidata  |
| 1990 | Millor direcció novell | Massa vell per a morir jove     | Candidata  |

### Premis Butaca
| Any  | Categoria                  | Pel·lícula                      | Resultat   |
| ---- | -------------------------- | ------------------------------- | ---------- |
| 2006 | Millor pel·lícula catalana | La vida secreta de les paraules | Guanyadora |
| 2003 | Millor pel·lícula catalana | My Life Without Me              | Guanyadora |

### Festival de Berlín
| Any  | Categoria | Pel·lícula         | Resultat  |
| ---- | --------- | ------------------ | --------- |
| 2003 | Os d'Or   | My Life Without Me | Candidata |